# Saint-Cyr-du-Doret

Saint-Cyr-du-Doret este o comună în departamentul Charente-Maritime, Franța. În 1 ianuarie 2022 avea o populație de 683 de locuitori.